# Alexander Grant Dexter
Alexander Grant Dexter (St. Andrews, 3 febbraio 1896 – Winnipeg, 12 dicembre 1961) è stato un giornalista canadese.

## Biografia
Dopo aver frequentato il Brandon College, nel 1912 entrò al Manitoba Free Press all'età di 16 anni. Dal 1915 al 1917, servì nel reggimento di cavalleria Lord Strathcona, combattendo sul fronte francese durante la prima guerra mondiale.
Ritornato in patria, continuò a lavorare al Free Press: dal 1923 al 1944, fu corrispondente dal Parlamento, diventando nel 1938 anche corrispondente da Ottawa. Riuscì a tessere notevoli rapporti con molti funzionari di primo livello, come Thomas Crerar, grazie ai quali riusciva a ottenere in anteprima molte notizie e a fornire resoconti più dettagliati.
Durante la seconda guerra mondiale, fu l'anello di collegamento fra il direttore del Free Press John Wesley Dafoe e il Governo. Nel 1946, divenne vicedirettore del giornale, che diresse dal 1948 al 1954.
I suoi reportage e articoli sono attualmente conservati alla Queen's University. I memoranda di Dexter raccolti durante la Seconda guerra mondiale furono invece pubblicati postumi, nel 1994, nel libro Ottawa at War: the Grant Dexter Memoranda, 1939-1945.

## Libri
- (EN) Ottawa at War: the Grant Dexter Memoranda, 1939-1945, Winnipeg, Manitoba Record Society, 1994, ISBN 978-0-9692101-4-6.

## Premi
- Premio Maria Moors Cabot: 1946[1]